# Rheinaue (Dottendorf)

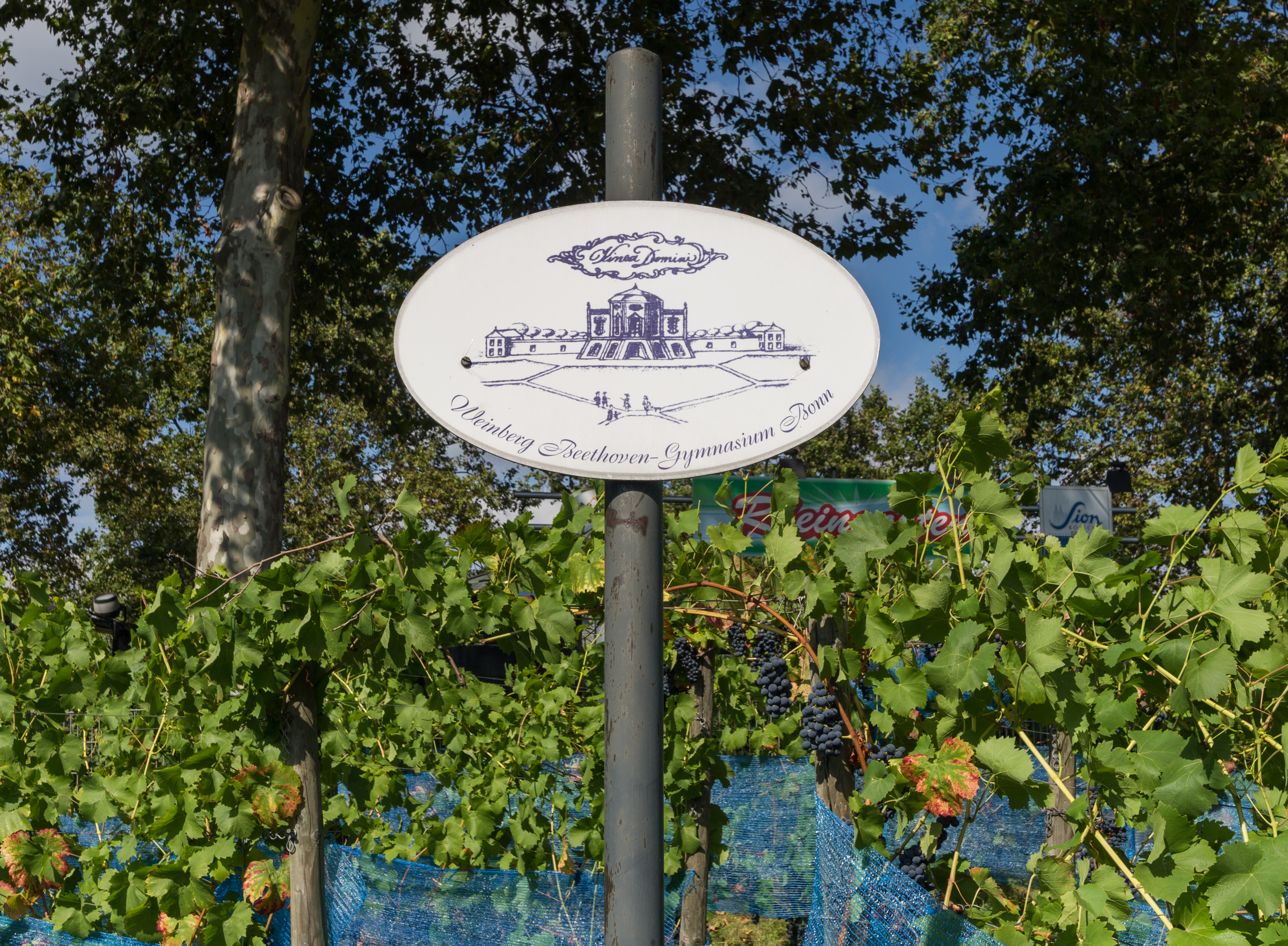
Hinweisschild am Weinberg

Die Rheinaue ist eine Weinlage im Bonner Stadtteil Gronau. Die Rebfläche in unmittelbarer Nähe zum Post Tower im Freizeitpark Rheinaue wurde ursprünglich anlässlich der Bundesgartenschau 1979 angelegt, später aufgrund von Umbauten am Post Tower verlegt und wird vom Beethoven-Gymnasium Bonn mittels des eingetragenen Vereins  „Vinea Domini Archigymnasii Bonnensis“ bewirtschaftet. 
Die Rheinaue ist Teil des Weinbaubereichs Bereich Siebengebirge der Großlage Petersberg des Anbaugebietes Mittelrhein und liegt im deutschen Bundesland Nordrhein-Westfalen. Die Lage ist mit 0,1 Hektar die kleinste Lage der Großlage und hat einen Boden mit kiesig-sandigen Lehm. Die Weine dieser Lage kommen nicht in den Verkauf.